# Alfred Eder
Alfred Eder (ur. 28 grudnia 1953 w Piesendorf) – austriacki biathlonista, dwukrotny brązowy medalista mistrzostw świata.

## Kariera
W Pucharze Świata zadebiutował 2 marca 1978 roku w Hochfilzen, kiedy zajął 13. miejsce w biegu indywidualnym. Tym samym już w debiucie zdobył pierwsze punkty. Na podium zawodów tego cyklu pierwszy raz stanął 24 stycznia 1980 roku w Anterselvie, kończąc rywalizację w biegu indywidualnym na trzeciej pozycji. W zawodach tych wyprzedzili go jedynie dwaj reprezentanci NRD: Klaus Siebert i Frank Ullrich. W kolejnych startach jeszcze 11 razy stawał na podium, odnosząc przy tym jedno zwycięstwo: 26 stycznia 1985 roku w Anterselvie wygrał sprint. Najlepsze wyniki osiągnął w sezonie 1984/1985, kiedy zajął czwarte miejsce w klasyfikacji generalnej.
Pierwszy w karierze medal wywalczył w 1983 roku, zajmując trzecie miejsce w sprincie podczas mistrzostw świata w Anterselvie. W zawodach tych uległ tylko Norwegowi Eirikowi Kvalfossowi i Peterowi Angererowi z RFN. Na rozgrywanych trzy lata później mistrzostwach świata w Oslo trzecie miejsce zajął w biegu indywidualnym, tym razem plasując się za Walerijem Miedwiedcewem z ZSRR i André Sehmischem z NRD. Był też między innymi czwarty w sprincie podczas mistrzostw świata w Ruhpolding w 1985 roku, gdzie walkę o podium przegrał z Włochem Johannem Passlerem o 5,4 sekundy.
W 1976 roku wystartował na igrzyskach olimpijskich w Innsbrucku, gdzie zajął 21. miejsce w biegu indywidualnym i piąte w sztafecie. Brał też udział w pięciu kolejnych edycjach tej imprezy, zajmując między innymi dziesiąte miejsce w biegu indywidualnym podczas igrzysk w Lillehammer w 1994 roku oraz czwarte w sztafecie na igrzyskach olimpijskich w Calgary sześć lat wcześniej.
Po zakończeniu czynnej kariery został trenerem. Trenował między innymi żeńską reprezentację Białorusi, która wywalczyła złoty medal na igrzyskach olimpijskich w Pjongczang.
Jego syn Simon również został biathlonistą.

## Osiągnięcia

### Igrzyska olimpijskie
| Rok  | Miejscowość | Konkurencje | Konkurencje | Konkurencje | Konkurencje | Konkurencje | Konkurencje | Konkurencje |
| Rok  | Miejscowość | IN          | SP          | PU          | MS          | RL          | MR          | SR          |
| ---- | ----------- | ----------- | ----------- | ----------- | ----------- | ----------- | ----------- | ----------- |
| 1976 | Innsbruck   | 21.         | nd.         | nd.         | nd.         | 5.          | nd.         | –           |
| 1980 | Lake Placid | 24.         | 23.         | nd.         | nd.         | 6.          | nd.         | –           |
| 1984 | Sarajewo    | 34.         | 22.         | nd.         | nd.         | 8.          | nd.         | –           |
| 1988 | Calgary     | 26.         | 40.         | nd.         | nd.         | 4.          | nd.         | –           |
| 1992 | Albertville | 30.         | 53.         | nd.         | nd.         | –           | nd.         | –           |
| 1994 | Lillehammer | 10.         | –           | nd.         | nd.         | –           | nd.         | –           |

### Mistrzostwa świata
| Rok  | Miejscowość            | Konkurencje | Konkurencje | Konkurencje | Konkurencje | Konkurencje | Konkurencje | Konkurencje |
| Rok  | Miejscowość            | IN          | SP          | PU          | MS          | RL          | MR          | SR          |
| ---- | ---------------------- | ----------- | ----------- | ----------- | ----------- | ----------- | ----------- | ----------- |
| 1976 | Anterselva             | nd.         | 29.         | nd.         | nd.         | nd.         | nd.         | –           |
| 1977 | Vingrom                | 41.         | 35.         | nd.         | nd.         | –           | nd.         | –           |
| 1978 | Hochfilzen             | 13.         | 11.         | nd.         | nd.         | 5.          | nd.         | –           |
| 1979 | Ruhpolding             | 10.         | 8.          | nd.         | nd.         | 6.          | nd.         | –           |
| 1981 | Lahti                  | 19.         | 14.         | nd.         | nd.         | 10.         | nd.         | –           |
| 1982 | Mińsk                  | 22.         | –           | nd.         | nd.         | 9.          | nd.         | –           |
| 1983 | Anterselva             | 12.         | 3.          | nd.         | nd.         | 7.          | nd.         | –           |
| 1985 | Ruhpolding             | 21.         | 4.          | nd.         | nd.         | 10.         | nd.         | –           |
| 1986 | Oslo                   | 3.          | 10.         | nd.         | nd.         | 7.          | nd.         | –           |
| 1987 | Lake Placid            | 29.         | 29.         | nd.         | nd.         | 6.          | nd.         | –           |
| 1989 | Feistritz              | 9.          | 20.         | nd.         | nd.         | 9.          | nd.         | –           |
| 1990 | Mińsk/Oslo/Kontiolahti | 27.         | 12.         | nd.         | nd.         | 7.          | nd.         | –           |
| 1991 | Lahti                  | 18.         | 26.         | nd.         | nd.         | –           | nd.         | –           |
| 1993 | Borowec                | 30.         | –           | nd.         | nd.         | –           | nd.         | –           |
| 1995 | Anterselva             | 50.         | –           | nd.         | nd.         | –           | nd.         | –           |

### Puchar Świata

#### Miejsca w klasyfikacji generalnej
| Sezon     | Miejsce |
| --------- | ------- |
| 1977/1978 | ?       |
| 1978/1979 | 9.      |
| 1979/1980 | 31.     |
| 1980/1981 | 21.     |
| 1981/1982 | 59.     |
| 1982/1983 | 10.     |
| 1983/1984 | 17.     |
| 1984/1985 | 4.      |
| 1985/1986 | 5.      |
| 1986/1987 | 15.     |
| 1987/1988 | 12.     |
| 1988/1989 | 10.     |
| 1989/1990 | 17.     |
| 1990/1991 | 33.     |
| 1991/1992 | 16.     |
| 1992/1993 | 25.     |
| 1993/1994 | 28.     |
| 1994/1995 | 71.     |

#### Miejsca na podium chronologicznie
| Lp. | Dzień       | Rok  | Miejscowość | Konkurencja                | Lokata | Pudła   | Czas biegu | Strata  | Zwycięzca           |
| --- | ----------- | ---- | ----------- | -------------------------- | ------ | ------- | ---------- | ------- | ------------------- |
| 1.  | 24 stycznia | 1980 | Anterselva  | Bieg indywidualny na 20 km | 3.     | 1       | 1:08:44,0  | +1:55,0 | Klaus Siebert       |
| 2.  | 26 lutego   | 1983 | Anterselva  | Sprint na 10 km            | 3.     | 0+0     | 31:12,3    | +33,2   | Eirik Kvalfoss      |
| 3.  | 7 marca     | 1984 | Oslo        | Bieg indywidualny na 20 km | 3.     | 1+0+1+0 | 1:05:16,2  | +1:35,1 | Peter Angerer       |
| 4.  | 19 stycznia | 1985 | Oberhof     | Sprint na 10 km            | 2.     | 0+1     | 28:50,8    | +1:16,2 | Frank-Peter Roetsch |
| 5.  | 24 stycznia | 1985 | Anterselva  | Bieg indywidualny na 20 km | 2.     | 0+1+0+2 | 1:11:39,4  | +4,1    | Frank-Peter Roetsch |
| 6.  | 26 stycznia | 1985 | Anterselva  | Sprint na 10 km            | 1.     | 0+0     | 30:59,3    | –       | –                   |
| 7.  | 9 marca     | 1985 | Oslo        | Sprint na 10 km            | 3.     | 0+0     | 29:51,4    | +29,9   | Frank-Peter Roetsch |
| 8.  | 21 lutego   | 1986 | Oslo        | Bieg indywidualny na 20 km | 3.     | 0+0+0+0 | 57:05,3    | +1:32,8 | Walerij Miedwiedcew |
| 9.  | 14 marca    | 1986 | Boden       | Bieg indywidualny na 20 km | 3.     | 1+1+0+0 | 1:05:53,3  | +2:27,2 | Tapio Piipponen     |
| 10. | 17 marca    | 1988 | Jyväskylä   | Bieg indywidualny na 20 km | 3.     | 0+0+0+1 | 58:02,4    | +1:27,2 | Eirik Kvalfoss      |
| 11. | 19 marca    | 1988 | Jyväskylä   | Sprint na 10 km            | 3.     | 0+0     | 27:28,8    | +26,0   | Franz Schuler       |
| 12. | 15 stycznia | 1993 | Val Ridanna | Bieg indywidualny na 20 km | 3.     | 0+0+0+0 | 53:50,5    | +38,2   | Andreas Zingerle    |